# Material genètic

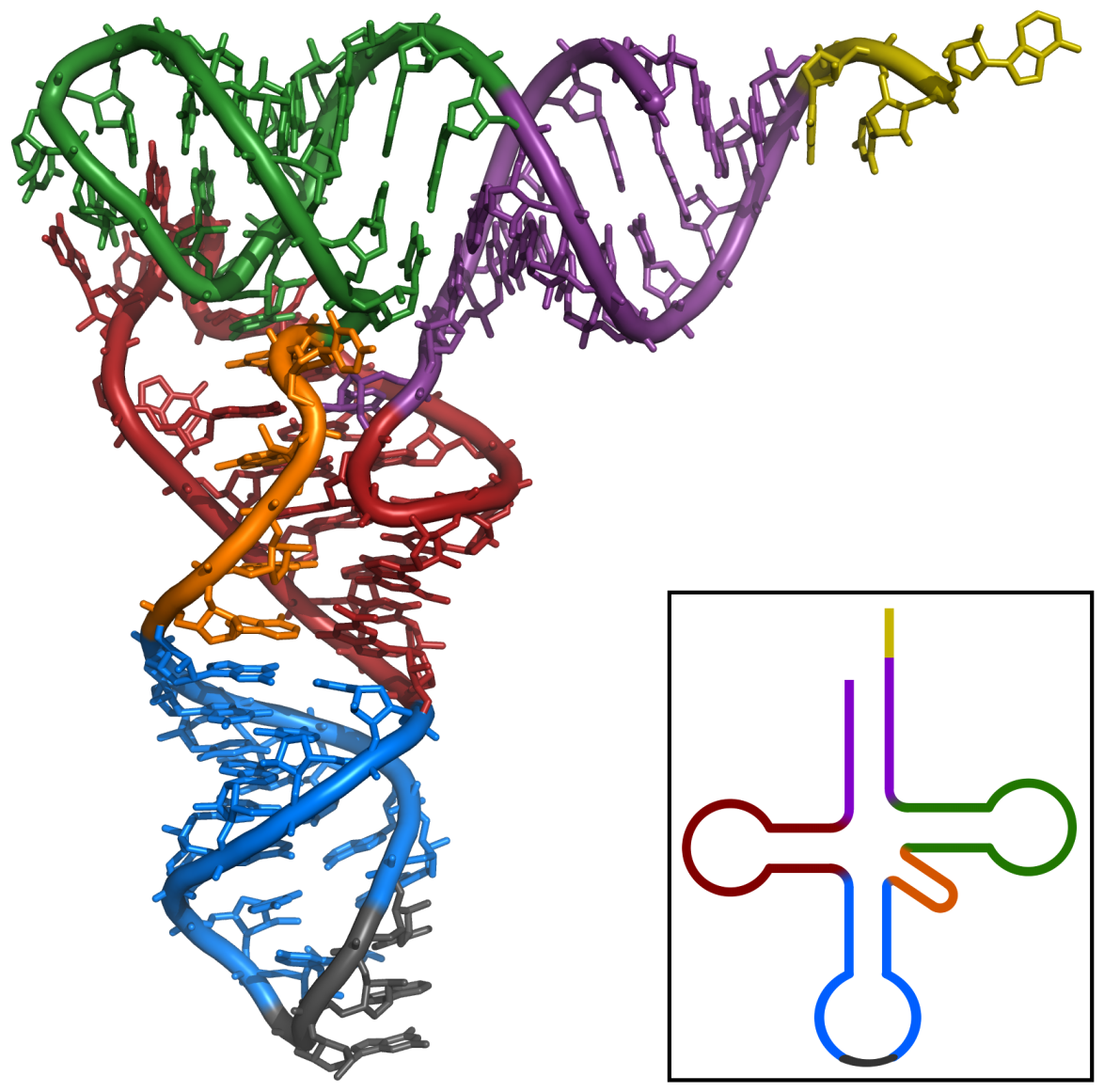
Estructura de fulla de trèvol del tRNA^{Phe} del llevat i l'estructura 3D determinada per anàlisi de raigs X

El material genètic serveix per a emmagatzemar la informació genètica d'una forma de vida orgànica. En tots els organismes vivents actualment coneguts, el material genètic és gairebé exclusivament àcid desoxiribonucleic (ADN). Alguns virus utilitzen àcid ribonucleic (RNA) com a material genètic.
Tanmateix, una vegada aparegueren les proteïnes, que poden formar enzims, la molècula d'ADN, més estable, esdevingué el material genètic dominant, una situació que encara dura avui en dia. La doble cadena de l'ADN no només permet la correcció de mutacions, sinó que l'ARN és inherentment inestable. En totes les cèl·lules l'ARN intervé únicament en el procés de transcripció i traducció principalment per a crear proteïnes a partir de les instruccions de l'ADN, en forma d'ARN missatger, ARN ribosòmic i ARN de transferència; i no com a material genètic cel·lular ni en aquells orgànuls que contenen material genètic.
Tant l'ARN com l'ADN són macromolècules compostes de nucleòtids, dels quals n'hi ha quatre a cada molècula. Tres nucleòtids formen un codó, una mena de "paraula genètica", que és com un aminoàcid en una proteïna. La traducció codó-aminoàcid rep el nom de traducció (genètica).